# Darcy Hordichuk
Darcy Hordichuk, född 10 augusti 1980 i Kamsack, Saskatchewan, är en kanadensisk professionell ishockeyspelare. Han valdes av Atlanta Trashers i NHL-draften 2000 som 180:e spelare totalt.
Hordichuk är mest känd för sin fysiska spelstil. Sedan 2011 spelar han i Edmonton Oilers men han har också spelat i NHL för Atlanta Thrashers, Phoenix Coyotes, Florida Panthers, Nashville Predators och Vancouver Canucks.